# Кадук чагарниковий
Кадук чагарниковий (Myrmotherula multostriata) — вид горобцеподібних птахів родини сорокушових (Thamnophilidae). Мешкає в Південній Америці.

## Опис

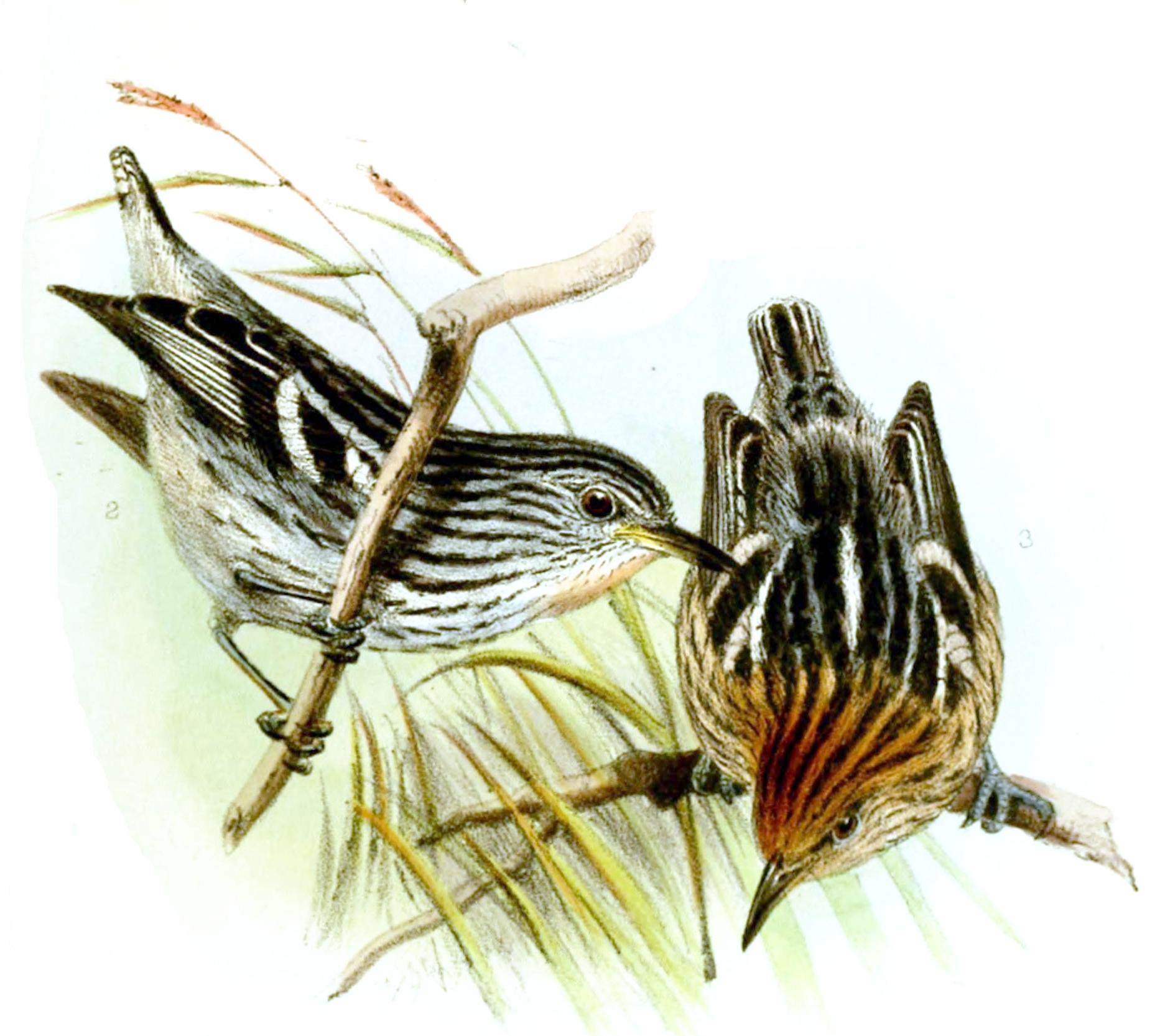
Пара чагарникових кадуків

Довжина птаха становить 9-10 см, вага 7-9 г. Верхня частина тіла і голова в самця чорні, поцятковані білими смугами. Покривні пера мають білі кінчики, махові пера білі края. Нижня частина тіла білувата. У самиці голова рудувато-коричнева, поцяткована чорними смужками. Горло біле, груди і боки рудуваті. Верхня частина тіла. крила і хвіст пістряві, чорно-білі.

## Поширення і екологія
Чагарникові кадуки мешкають в східній Колумбії, східному Еквадорі, південній Венесуелі, східному Перу та Бразильській Амазонії, на південь від Амазонки і Ріу-Неґру і на північ від північної Болівії і Мату-Гросу. Вони живуть в рівнинних тропічних лісах, варзейських лісах (тропічних лісах у заплавах Амазонки і її притоків) і серед чагарникових заростей на висоті до 550 м над рівнем моря.

## Поведінка
Чагарникові кадуки харчуються комахами, павуками та іншими безхребетними, яких ловлять в густих заростях поблизу води. Сезон розмноження в Бразилії триває з липня по грудень. Гніздо підвішується на гілці над водою. В кладці 2 білих яйця, поцяткованих пурпуровими або чорними плямками.